# Isabel Camarinha
Isabel Maria Robert Lopes Perdigão Camarinha (Moscavide, 7 de Junho de 1960) é uma sindicalista portuguesa, antiga Secretária-Geral da Confederação Geral dos Trabalhadores Portugueses — Intersindical Nacional. 

## Biografia

### Juventude
A mãe de Isabel Camarinha era funcionária pública no Ministério da Educação e o seu pai era funcionário público no Porto de Lisboa, ambos sem actividade política relevante. Filha mais velha de três irmãos, viu os seus tios abandonar Portugal para escapar a combater na Guerra Colonial. Teve familiares no Coro da Academia dos Amadores de Música, dirigida pelo compositor comunista Fernando Lopes-Graça, a cujos ensaios assistia na adolescência, tendo-se tornado grande admiradora do maestro. Confessou-se em diversas entrevistas muito marcada politicamente pelo Golpe de Estado no Chile em 1973.
Estudante do Liceu D. Filipa de Lencastre durante a Revolução dos Cravos, Isabel Camarinha junta-se em 1974 à UEC - União dos Estudantes Comunistas dirigida por Zita Seabra. Já em 1979, quando a UEC era dirigida por Pina Moura, Isabel Camarinha estará presente no encontro em que se fundiram, com o seu voto a favor, a UEC e a UJC - União da Juventude Comunista, que reunia os jovens comunistas trabalhadores, fazendo nascer a JCP - Juventude Comunista Portuguesa. No contexto da sua militância, contacta neste período com Álvaro Cunhal.
Camarinha esteve inscrita como aluna na Faculdade de Letras da Universidade de Lisboa em 1981/1982, mas não prosseguiu os seus estudos.

### Percurso Sindical
Aos 19 anos inicia o seu percurso profissional como técnica administrativa no STAL - Sindicato Nacional dos Trabalhadores da Administração Local e Regional, Empresas Públicas, Concessionárias e Afins. Em fevereiro de 1982 Isabel Camarinha dedica-se activamente à primeira Greve Geral.
Isabel Camarinha é dirigente sindical desde 1991. Fez parte da Direção do CESL - Sindicato dos Trabalhadores do Comércio, Escritório e Serviços de Lisboa, e posteriormente a Direção do CESP - Sindicato dos Trabalhadores do Comércio, Escritório e Serviços de Portugal, desde a sua criação, há 22 anos, sempre em regime de tempo parcial, passando a acumular as funções de trabalhadora num sindicato com as de dirigente noutros.
Passa a dedicar-se em exclusivo à atividade sindical em 2009, enquanto responsável pela direção distrital de Lisboa do CESP, uma das maiores estruturas da CGTP, e como membro da Direção da União de Sindicatos de Lisboa e da sua Comissão Executiva, de 2009 e 2016.
É eleita em 2016 Presidente do CESP - Sindicato dos Trabalhadores do Comércio, Escritórios e Serviços de Portugal e coordenadora da FEPCES - Federação Portuguesa dos Sindicatos do Comércio, Escritórios e Serviços.

## Secretária-Geral da CGTP-IN

### Eleição
A 14 de Fevereiro de 2020, no XIV Congresso da Central Sindical, no Seixal, Isabel Camarinha é eleita Secretária-Geral da CGTP-IN pelo Conselho Nacional da Confederação Geral dos Trabalhadores Portugueses — Intersindical Nacional com 115 votos favoráveis, 25 votos em branco e 1 voto nulo.
Será a primeira mulher de sempre a desempenhar o cargo de Secretária-Geral da CGTP-IN desde a sua fundação em 1971, e também a primeira dirigente da CGTP-IN que não é operária. Os seus antecessores foram o marceneiro Francisco Canais Rocha, o tipógrafo Teixeira da Silva, os eletricistas Carvalho da Silva e Arménio Carlos.

### Reacções
Antecessores de Isabel Camarinha na Presidência da CGTP-IN, Arménio Carlos e Carvalho da Silva, assim como dirigentes como Manuel Guerreiro, elogiaram a eleição de Isabel Camarinha.
Deolinda Machado, dirigente da sensibilidade católica dentro da CGTP-IN, a Liga Operária Católica/Movimento de Trabalhadores Cristãos, carateriza Isabel Camarinha como estando "Sempre bem-disposta".
Os 25 votos em branco na eleição de Isabel Camarinha foram dos membros do Conselho Nacional da CGTP-IN afectos ao Partido Socialista que, na pessoa do sindicalista Carlos Trindade, justificaram o seu voto em branco como tendo um "carácter político-sindical".
Com 63 anos de idade, Isabel Camarinha deixou a liderança da CGTP no XV Congresso da Intersindical, em fevereiro de 2024, que se realizou no Seixal (distrito de Setúbal), porque atingiria a idade da reforma num novo mandato, o que não é permitido pelas regras internas da central sindical.

## Militância Política
Isabel Camarinha é militante do Partido Comunista Português. Foi candidata a várias eleições nas listas da Coligação Democrática Unitária, como por exemplo nas Eleições Parlamentares Europeias de 2019, na qual foi a 13.ª na lista, ou nas Eleições Legislativas Portuguesas de 2019 onde ocupou o 8.º lugar no Círculo Eleitoral do Distrito de Lisboa. Não integra contudo o Comité Central do Partido Comunista Português.

## Vida Pessoal
Isabel Camarinha tornou pública a importância da cultura e da arte na sua vida. Na literatura, declarou-se admiradora da obra de José Saramago, José Gomes Ferreira, Ary dos Santos, Pablo Neruda, Agatha Christie, Georges Simenon, Gabriel García Márquez, Isabel Allende e Jorge Amado. Na música, aprecia a obra de José Afonso, José Mário Branco, Sérgio Godinho, Fausto Bordalo Dias, Carlos Paredes, Beethoven, Mozart ou Tchaikovsky.